# Saint-Vaast-du-Val
Saint-Vaast-du-Val is een gemeente in het Franse departement Seine-Maritime (regio Normandië) en telt 356 inwoners (2005). De plaats maakt deel uit van het arrondissement Dieppe.

## Geografie
De oppervlakte van Saint-Vaast-du-Val bedraagt 5,8 km², de bevolkingsdichtheid is 61,4 inwoners per km².
De onderstaande kaart toont de ligging van Saint-Vaast-du-Val met de belangrijkste infrastructuur en aangrenzende gemeenten.

## Demografie
Onderstaande figuur toont het verloop van het inwonertal (bron: INSEE-tellingen).